# He Yifu
He Yifu (何一夫), né en 1952 à Kunming dans la province du Yunnan et décédé le 14 août 2008 à Rennes, est un artiste chinois.

## Biographie
He Yifu (He l'homme), prénommé He Ying (何鹰, He l'Aigle) à sa naissance, par son père qui avait été l’étudiant de l’historien Wu Han (1909–1969), est d'une famille de lettrés. Contraint d'abandonner ses études secondaires en 1966, à cause de la Révolution Culturelle, il est envoyé à la campagne comme les autres « jeunes instruits », et se réfugie dans le dessin et la peinture.
En 1976, il entre à l'Institut des beaux-arts du Yunnan, d'où il sort diplômé en 1980. Il y donne des cours de peinture chinoise traditionnelle et étudie l'histoire de l'art à la bibliothèque de l'institut. 
En 1983, il entre à l'Institut des beaux-arts de Pékin. Diplômé en 1986, il revient à Kumning donner des cours de calligraphie et de peinture chinoise traditionnelle. Nommé directeur du département des beaux-arts de l’Institut des arts du Yunnan, il publie plusieurs ouvrages sur les techniques picturales et en 1991 une série d'émissions sur « Les plus
célèbres peintres européens ».
Il aime aussi la France où il peut enfin venir, le 23 octobre 1992. Il enseigne et expose à Paris.
Tombé en 1995 sous le charme de la Bretagne dont les paysages lui rappellent son pays natal, il en offre des peintures surprenantes, transposant la peinture traditionnelle chinoise du paysage de montagne (shan) et d'eau (shui) aux paysages bretons. 
Son père meurt en 1996 et il lui dédiera la préface de l'album Le Voyage d'un peintre chinois en Bretagne. Le succès de cet album le pousse à explorer d'autres régions, dont les Alpes, où il effectue trois voyages entre 2006 et 2008, à des saisons différentes, selon un circuit de voyages fourni par son éditeur. 
Pour la Poste, il conçoit le timbre de l'année du Rat (2008). Un infarctus, en février 2008, l'empêche de terminer les textes de l'album sur les Alpes.
Les aquarelles et les lavis de He Yifu sont conservés au Musée-Scriptorial d’Avranches, dépositaire du fonds en France. 

« Ne reniant d'aucune manière l'art millénaire de la peinture chinoise, He Yifu transpose au contraire toute la subtilité de la tradition de son pays pour nous montrer des lieux connus de nous. N'est-il pas meilleure façon que d'apprécier la profondeur d'une technique picturale qui laisse la place au jeu des forces yin et yang ? He Yifu n'a qu'une ambition : redonner à chacun l'occasion de s'imprégner de l'âme de son lieu de vie. »

— Bulletin municipal de Paris, 8°, novembre 2006, p. 10

## Albums publiés en France
- Le Voyage d'un peintre chinois en Bretagne, Ouest France, 2002. 67 aquarelles et lavis d'encre.
- La grotte des immortels en collaboration avec Bernard Allanic, professeur de chinois à Rennes, Ouest France Jeunesse, 2003.
- Le Voyage d'un peintre chinois à Paris, Ouest France, 2005.
- Le Voyage inachevé d'un peintre chinois dans les Alpes, Ouest France, 2009. 62 aquarelles, du Rocher de Monaco au Lac Léman.